# Evolution Tower

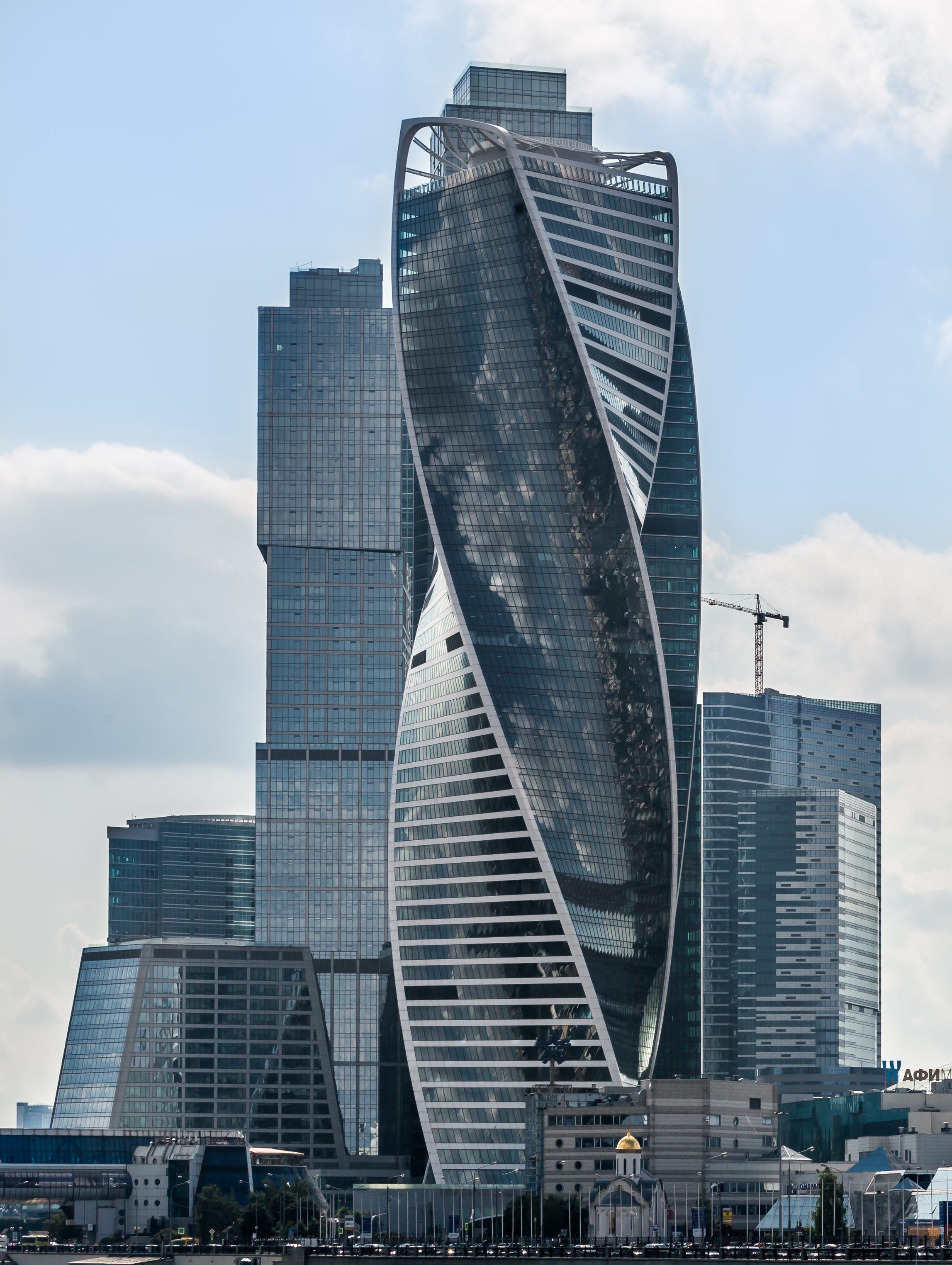
Evolution Tower

Evolution Tower (ryska: Эволюция) är en skyskrapa i Moskva belägen på Presnenskaja-kajen, en del av Moskvas internationella affärscentrum i Ryssland. 
Byggandet av tornet inleddes 2011 och slutfördes i slutet av 2014. Det 246 meter höga tornet är designat av den brittiska arkitekten Tony Kettle (Kettle Collective) och den skotska konstnären Karen Forbes (University of Edinburgh). 
Multifunktionscentret är 2,5 hektar stort, av vilket 2 hektar är en terrass. Under marknivån finns förbindelser med en tunnelbanestation och en bro över Moskvafloden. År 2016 köpte Transneft Evolution Tower för 1 miljard dollar.